# Cyphia rogersii
Cyphia rogersii är en klockväxtart som beskrevs av Spencer Le Marchant Moore. Cyphia rogersii ingår i släktet Cyphia, och familjen klockväxter.

## Underarter
Arten delas in i följande underarter:
- C. r. rogersii
- C. r. winteri